# Signs Live!
Signs Live! (Eigenschreibweise Signs LIVE!) ist ein Jazzalbum von Peter Bernstein. Die am 4. Januar 2015 in der New Yorker Veranstaltungsreihe Jazz at Lincoln Center im Lincoln Center entstandenen Aufnahmen erschienen am 28. Juli 2017 auf Smoke Sessions Records.

## Hintergrund
Der Mitschnitt fängt das Live-Debüt von Bernsteins Quartett Signs mit dem Pianisten Brad Mehldau, dem Bassisten Christian McBride und dem Schlagzeuger Gregory Hutchinson ein. Es ist Bernsteins zweite Veröffentlichung für Smoke Sessions Records. Es dokumentiert die beiden Sets des dritten und letzten Abends, in denen das Quartett 2015 bei Jazz at Lincoln Center spielte. Dargeboten wurden Stücke aus Bernsteins Repertoire („Blues for Bulgaria“, „Jive Coffee“), mehrere Stücke, die später für Bernsteins Smoke Sessions-Debütalbum Let Loose („Let Loose“, „Resplendor“, „Cupcake“) aufgenommen wurden, zusammen mit anderen Highlights aus der bisherigen Diskographie des Gitarristen und zwei Klassikern von Thelonious Monk, „Pannonica“ und „Crepuscule with Nellie“.

## Titelliste
- Peter Bernstein: Signs Live! (Smoke Sessions Records SSR 1705)[1]

1. Blues for Bulgaria 17:58
2. Hidden Pockets 11:37
3. Dragonfly 18:42
4. Jive Coffee 19:03
5. Pannonica (Thelonious Monk) 8:46
6. Useless Metaphor 11:51
7. Let Loose 15:22
8. All Too Real 13:19
9. Resplendor 8:41
10. Crepuscule with Nellie (Thelonious Monk) 14:34
11. Cupcake 13:48

Wenn nicht anders vermerkt, stammen die Kompositionen von Peter Bernstein.

## Rezeption

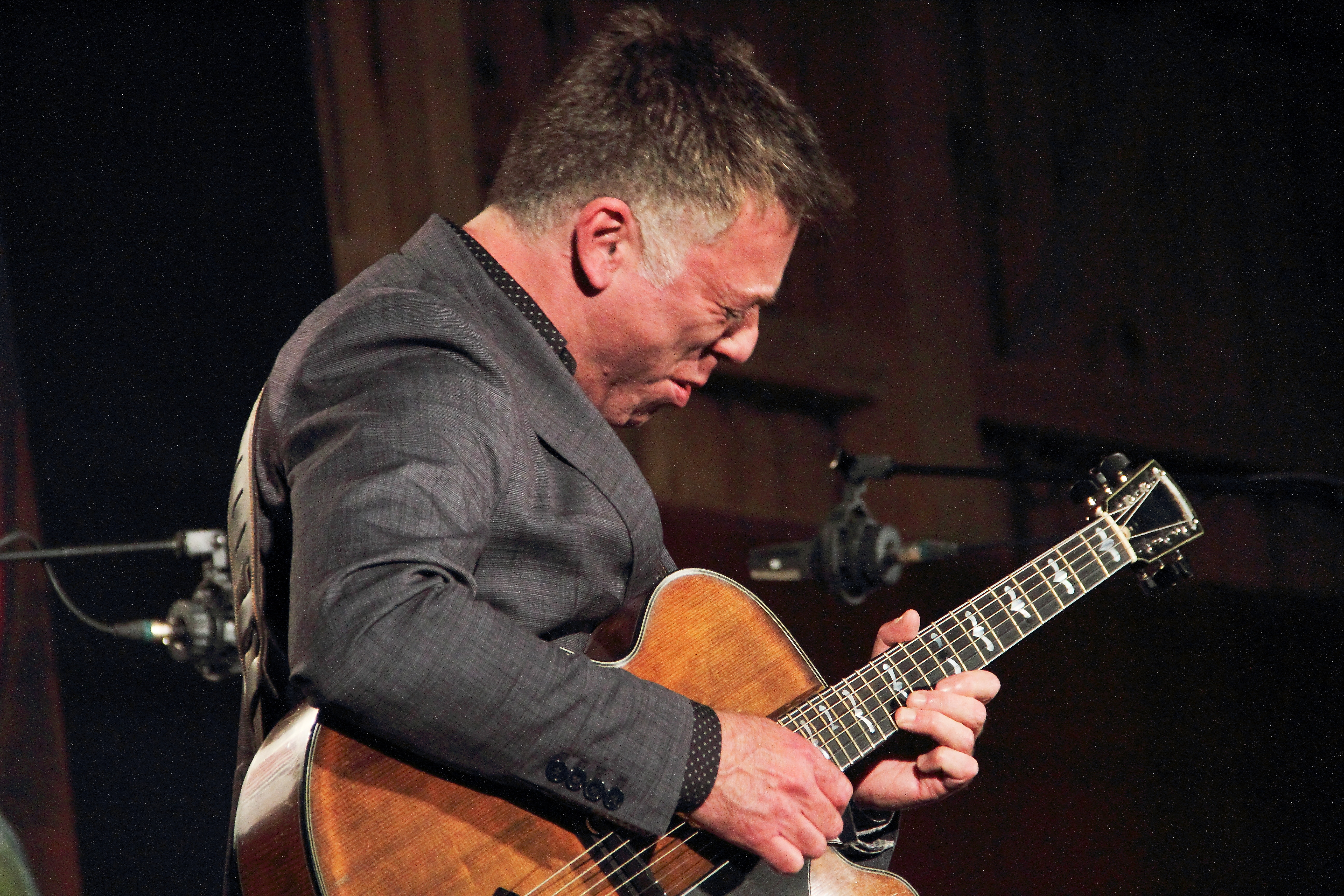
Peter Bernstein beim INNtöne Jazzfestival, Österreich (2016)

Bernstein sei ein Meister des geradlinigen Swings mit verborgener Komplexität, was zum Ausdruck bringen soll, dass seine Musik zwar fortgeschritten ist, sich der Zuhörer jedoch nie ausgeschlossen fühle, hieß es in The Times.
Liebhaber der Jazzgitarre würden anerkennend nicken, wenn der Name Peter Bernstein fällt, schrieb Dave Gelly im Guardian. Er sei ein großer Name in der New Yorker Szene und könne auf eine tadellose Geschichte der Zusammenarbeit mit den Besten [des Genres] zurückblicken. Auf dieser Ebene gehört Virtuosität zum Standard und Bernstein, der inzwischen nichts mehr zu beweisen habe, beginnt mit der Schaffung improvisierter Linien, manchmal kompliziert, manchmal süßlich einfach, aber immer faszinierend. Bewundernswert sei auch das Zusammenspiel der vier Musiker auf diesem Livealbum, eine umwerfende Demonstration gegenseitigen Verständnisses und sofortiger Reaktion.
John McDonough verlieh dem Album im Down Beat vier von fünf Sternen und meinte, diese Musik fließe so reibungslos und oft unaufdringlich durch diese beiden CDs, dass man leicht die Komplexität, die Details und die schiere Intelligenz übersehen könnte, die sie zusammenhalten. Es sei auch kaum möglich, sich nicht von der Bissigkeit und Eleganz von Christian McBrides Walking-Bass in „All Too Real“ verzaubern zu lassen, der die Kraft purer Einfachheit lehre. Und Gregory Hutchinsons Schlagzeugarbeit auf demselben Track klinge straff, diszipliniert und voller knackiger, scharf artikulierter Töne. Das Album spiegle eine Meisterschaft wider, die elegant und sanft swingend, aber nicht besonders überraschend sei. Das sei Musik, die taktvoll in einer höflichen Unterhaltung verweilen könne, aber dennoch die Art von zurückhaltender Kraft besitze, die zum genaueren Zuhören einlade.